# Нюлунд, Кристер
Челль Кри́стер Та́ге Ню́лунд (швед. Kjell Christer Tage Nylund; род. 30 октября 1965, Хернёсанд) — шведский кёрлингист.
В составе мужской сборной команды Швеции участник зимних Олимпийских игр 1988 (где кёрлинг был представлен как демонстрационный вид спорта). В составе юниорской мужской сборной Швеции участник чемпионата мира 1985 (заняли пятое место).
В основном играл на позиции первого.

## Достижения
- Чемпионат Швеции по кёрлингу среди юниоров: золото (1985).

## Команды
| Сезон   | Четвёртый        | Третий          | Второй         | Первый          | Запасной   | Турниры                       |
| ------- | ---------------- | --------------- | -------------- | --------------- | ---------- | ----------------------------- |
| 1984—85 | Дан-Ола Эрикссон | Юнас Шёландер   | Кристер Нюлунд | Stig Pettersson |            | ЧШЮ 1985 · ЧМЮ 1985 (5 место) |
| 1987—88 | Дан-Ола Эрикссон | Андерс Тидхольм | Юнас Шёландер  | Кристер Нюлунд  | Сёрен Гран | ЗОИ 1988 (демо) (5 место)     |

(скипы выделены полужирным шрифтом)